# 2798 Vergilius
A 2798 Vergilius (ideiglenes jelöléssel 2009 P-L) a Naprendszer kisbolygóövében található aszteroida. Cornelis Johannes van Houten,  Ingrid van Houten-Groeneveld,  Tom Gehrels fedezte fel 1960. szeptember 24-én.